# Dominio público (derecho administrativo)
Por dominio público (también llamado demanio) se entiende el conjunto de bienes y derechos de titularidad pública destinados al uso público (como las vías y caminos públicos), o a un servicio público (como un hospital público, un centro escolar público, las oficinas de un Ayuntamiento o cualquier otra instalación) o aquellos a los que una ley califica como demaniales (como las playas, las aguas o las minas) y cuyo uso privativo requiere una concesión administrativa o un permiso que sólo la administración pública puede otorgar.
Ciertos ordenamientos jurídicos consideran que el dominio público está formado por aquellos bienes cuyo titular es una comunidad. En este sentido, las comunidades de regantes, de pastos, de bosques, etc., serían ejemplos de dominio público.
No se debe confundir dominio público con aquello que carece de dueño. Esto último se denomina res nullius y puede ser apropiado por cualquiera.[cita requerida]

## Dominio público hidráulico
De acuerdo con la Ley de Aguas, el dominio público hidráulico (DPH) incluye, entre otros bienes, los cauces de corrientes naturales, continuas o discontinuas y los lechos de lagos y lagunas y los de embalses superficiales en cauces públicos.